# 2000-ні в театрі
2000-ті роки в театрі

## Прем'єри
2000
- 26 лютого — «Ідіот» за мотивами роману Федора Достоєвського (реж. Андрій Жолдак,  БПФ і Київський академічний драматичний театр на Подолі)[1]

2001
- 24 березня — «Принцеса Брамбілла» Ернста Гофмана (реж. Гедрюс Мацкявічюс, Одеський академічний український музично-драматичний театр імені В. Василька)

## Персоналії

### Померли
2005
- 26 травня —
  -  Петро Нікітін (68) — український актор

2008
- 13 січня —
  -  Гедрюс Мацкявічюс[ru] (62) — радянський литовський і російський театральний режисер. Основоположник напрямку сценічного мистецтва — пластична драма. Творець «Театру пластичної драми». Заслужений артист РФ (1996).

## Театральна література
- Валерій Гайдабура. Театр між Гітлером і Сталіним. — Київ : «Наш Формат», 2004. — С. 320. — ISBN 966-8408-47-0.[2]
- Валерій Гайдабура. Летючий корабель Лідії Крушельницької. — Київ : Факт, 2006. — С. 280. — ISBN 966-3590-89-0.
- Валерій Гайдабура. Театральні автографи часу: дослідження, рецензії, творч. портр., інтерв'ю, «фото-сайти». — Київ : «Наш Формат», 2007. — С. 292. — ISBN 978-966-359-152-0.
- Валерій Гайдабура. ГУЛАГ і світло театру. Листи із зони Сергія та Анни Радлових (1946—1953). — Київ : Факт, 2009. — С. 235. — ISBN 978-966-359-319-7.